# 佛教慧遠中學
佛教慧遠中學（英語：Buddhist Hui Yuan College）是大埔區內一所已結束的中學，由香港佛教僧伽聯合會創立，前身為附設於香港能仁書院的佛教英文中學，於1970年創立。
由於收生不足，加上富有經驗的師資流失，以及合併失敗，佛教慧遠中學於2012年8月尾被殺校，原址現改為由中東背景財團營運的國際學校-香港美國學校。

## 校政管理
歷任校監
- 1970年至1985年：釋洗塵 法師[1]
- 1985年至1997年：釋寶燈 法師[2]（任內逝世）
- 1997年至2004年：釋達道 法師[3]（2013年病逝）
- 2004年至2008年：釋法亮 法師[4]
- 2008年至2012年：釋張亮 法師（末任校監）[5]

歷任校長
- 1970年至1982年：白志忠 先生[1]（創校校長；任內腦出血身亡）
- 1982年至1986年：周國正 博士（後轉職至浸會學院）[3]
- 1986年[6]至2004年：何治中 先生
- 2004年至2009年：宋濂平 先生[4]
- 2009年[7]至2012年：凌冠偉 先生（末任校長）

## 歷史
此校於1970年創立，初名為佛教英文中學，為附設於香港能仁書院的中學，並於1973年在荃灣開設分校（即後來的釋慧文中學）。在1979年之前，此校是一所私立中學，直至1984年由買位中學轉為政府津貼中學。原址設於醫局街176至178號及荔枝角道325至329號。
及後，由於與能仁共用校舍空間不足，加上新市鎮中學學位需求上升，故此校參與校舍分配計劃。初時，此校獲分配位於觀塘福建中學及樂華天主教小學現址的土地建校，但最後政府決定改為分配位於大埔鄰近運頭塘邨、一所建築中但仍未分配的平禧校舍。隨後，此校於1991年遷入大埔借校，易名佛教慧遠中學；然而，由於校舍興建進度受阻，故永久校舍要到1993年才竣工啟用，較原訂的1992年5月延誤接近一年。至於深水埗校最後一屆學生，則於1996年全部畢業，至此結束一校兩址的過渡期。
適逢1990年代大埔區初中學額不足，此校在搬遷初期曾出現中一超收情況，至1994/95學年班數更由14班暴升至28班。然而，隨著適齡學童數目減少，加上師資流失（尤其是2004年初具資深經驗的時任校長何治中退休）及學生涉及嚴重罪案等不利因素，此校於2000年代反陷入收生不足危機，並曾打算與佛教慈航智林紀念中學合併，但不果。至2007年，此校被教育局下令停辦中一，面臨殺校。及後，校方先獲准以「按人數資助模式」於2009年開辦最後一屆中一，再決定在三年內以「留師不留生」方式，併入同一辦學團體創立、同樣面臨殺校的釋慧文中學，並獲批准。
然而，由於上述合併方案失敗，佛教慧遠中學最後在2011/12學年後正式結束，而釋慧文中學亦在2017年結束。

## 校舍
校舍位於大埔馬聰路，毗鄰羅定邦中學及運頭塘邨，佔地5770平方米，為一所1988年版中學靈活式校舍，並已加建新翼。
佛教慧遠中學於2012年停辦後，由於無人管理，校舍一度雜草叢生及疑被破壞，相關情況更被列入審計署署長報告書中。值得一提的，此校校舍曾經是全港唯一一所空置的中學靈活式校舍。

## 事件
- 2009年5月22日，此校發生童黨毆鬥案，6名高中生因與同學發生衝突，在放學時被對方糾集的20多名童黨打傷。及後，其中2名兇手被捕[19]。
- 2010年10月6日，此校兩名中五生涉嫌替其未婚產子的朋友私埋嬰屍，在離開埋屍地點時被警方拘捕[20]。

## 著名/傑出校友
香港佛教英文中學舊生
- 麥長青（初中）：香港男演員
- 鍾志明（1982年中五）：旺角警區助理指揮官（刑事）警司、「辣手神探」
- 黃麗英（1982年中五）：1986年亞洲小姐競選亞軍

佛教慧遠中學舊生
- 許諾輝（1997年中七）：有線電視球彩台主持、足球評述員
- 符曉薇：著名模特兒
- 唐寧：香港女演員
- 彭懷安：香港男藝人